# Route nationale 576
Pour les articles homonymes, voir Route nationale 576 (homonymie).
La route nationale 576, ou RN 576, était une route nationale française reliant Valréas à Domazan.
À la suite de la réforme de 1972, elle a été déclassée en RD 976 dans le Vaucluse et le Gard et en RD 576 dans la Drôme.

## Ancien tracé de Valréas à Domazan (D 576, D 976)
- Valréas
- Visan
- Tulette
- Sainte-Cécile-les-Vignes
- Sérignan-du-Comtat
- Orange
- Roquemaure
- Rochefort-du-Gard
- La Baraquette, commune de Domazan

## Sites remarquables
- Orange, ville romaine
- Franchissement du Rhône : en amont, l’autoroute A9 puis la ligne TGV Méditerranée
- Garrigue (par RD 111 vers Valliguières)